# Sternenkrieger – Survivor
Sternenkrieger – Survivor ist ein amerikanischer Science-Fiction-Actionfilm aus dem Jahr 2014. Regie führte John Lyde, der auch für das Drehbuch zuständig war. In den Hauptrollen sind Danielle C. Ryan und Kevin Sorbo zu sehen.

## Handlung
Die Erde ist unbewohnbar geworden. Eine Gruppe von Menschen flüchtet vom blauen Planeten und treibt Jahrzehnte im endlosen Weltall umher, bis man schließlich auf einen fremden Planeten trifft. Ein Spähtrupp wird losgeschickt, um den erdähnlichen Planeten zu begutachten. Ein Meteoritenschauer beschädigt den Transporter und die Überlebenden werden auf dem Planeten von Aliens verschleppt.
Kate Mitra kann entkommen und entdeckt, dass es neben den schrecklichen Aliens auch eine humanoide Lebensform auf dem Planeten existiert. Leider sind auch diese primitiven Stämme den Menschen feindselig gesinnt.

## Hintergrund
Der Film wurde im US-Bundesstaat Utah gedreht und hatte ein Budget von ungefähr 41.000 US-Dollar. Ab Juli 2014 erschien er als DVD im Handel. Sternenkrieger – Survivor wurde zu großen Teilen über Crowdfunding über einer Kickstarter-Kampagne finanziert. Ab einer bestimmten Spendensumme wurden die Unterstützern als „Associate Producer“ gelistet.

## Kritik
„Die Low-Budget-Sci-Fi überzeugt nur optisch“

Kritisiert wird vor allem, dass der Film versucht, sich mit Blockbustern zu messen, was aufgrund des geringen Budgets misslingt. Auch lassen die Charaktere an Tiefe vermissen und die Handlung weist einige Logikfehler auf. Die Effekte werden mit denen der Fernsehserienzeit der 1990er Jahre verglichen.

„Überraschungsarme Science-Fiction-Magerkost als kostengünstige und anspruchslose Version berühmter Vorbilder, die auch als ‚Trash‘-Unterhaltung nicht überzeugt.“